# Монголоведение

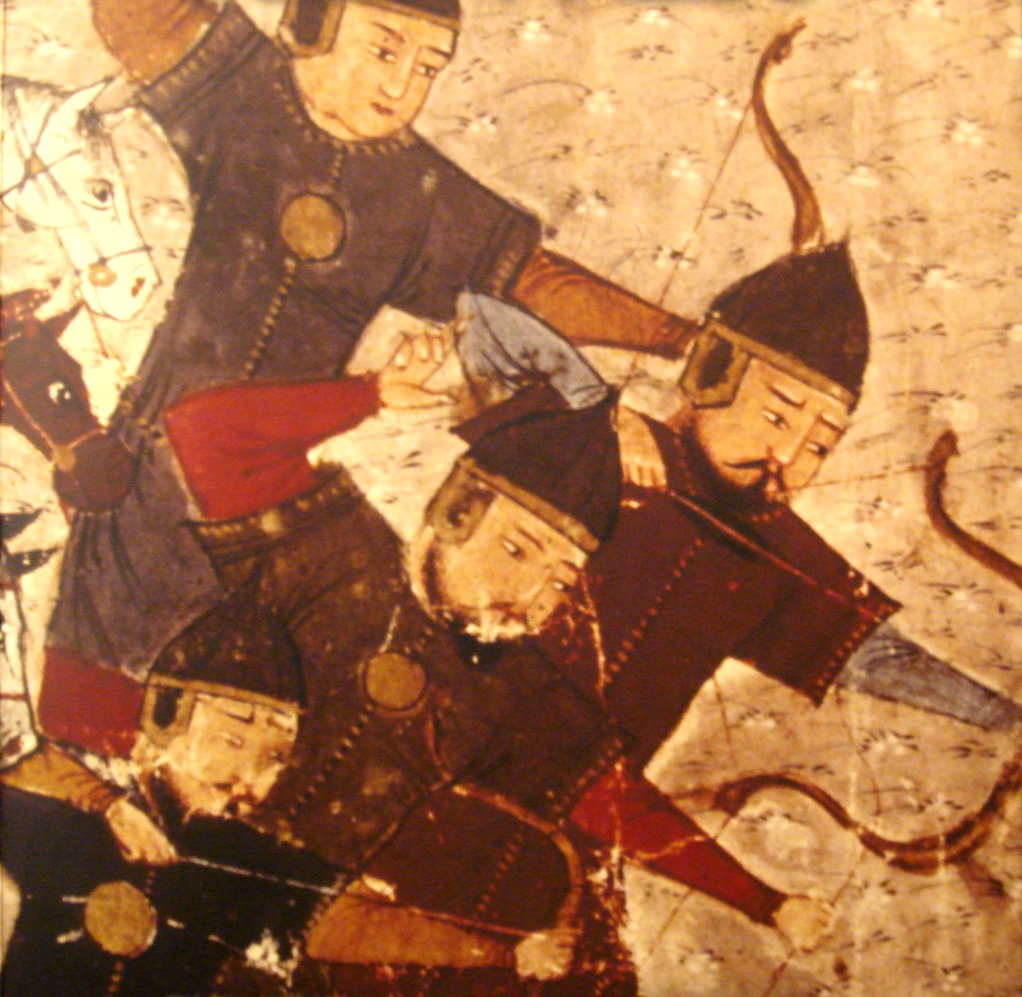
Монголы (из книги Джами' ат-таварих Рашид ад-Дина, нач. XIV в.)

Монголове́дение (монголи́стика) — совокупность научных дисциплин, изучающих язык, историю, этнографию, религию, искусство и литературу монгольских народов.

## Историческая справка
Фундаментом для развития монголоведных исследований (в особенности — истории) стали китайские, персидские, арабские и собственно монгольские сочинения, а также русские летописи, мемуары европейских путешественников в Центральную Азию (Плано Карпини, Андре де Лонжюмо, Гильом де Рубрук, Марко Поло) и другие источники XIII и более поздних веков.
В XVIII веке масштабные монголоведные изыскания вели французские и российские миссионеры-синологи, опиравшиеся в своих исторических и этнографических сочинениях на китайские источники. Тогда же начинается становление академического европейского монголоведения. Заметную роль в этом процессе сыграли российско-подданные немецкие учёные Г. Ф. Миллер и И. Э. Фишер, обратившиеся в своих историографических исследованиях к русским архивным документам о Монголии.
В первой половине XIX столетия широкий круг источников (китайских, монгольских, иранских, армянских и других) для исследования средневековой Монголии привлёк шведский дипломат и востоковед армянского происхождения А. К. Д’Оссон. Ему принадлежит заслуга по переводам трудов о монголах Рашид ад-Дина и Джувейни.
В России, — в силу длительного соседства, тесных политико-экономических и культурных связей с монгольскими народами, — монголоведение развивалось особенно быстро. Основные направления дальнейших исследований обозначили в своих филологических, источниковедческих и исторических работах Я. И. Шмидт, А. В. Попов, Н. Я. Бичурин, П. И. Кафаров, О. М. Ковалевский, Г. Гомбоев. Они подготовили почву для «золотой эры» монголоведения конца XIX — начала XX веков, связанную с такими исследователями как К. Ф. Голстунский, А. М. Позднеев, В. Л. Котвич, А. Д. Руднев, Ц. Ж. Жамцарано, Б. Я. Владимирцов и другие.
Важную роль в развитии науки сыграли учёные Бурятии, добившиеся успехов ещё во времена Российской империи, а затем создавшие сильную региональную школу в СССР. Крупный вклад в монголоведение внесли исследователи Калмыкии, отметившиеся ценными публикациями (в первую очередь — о калмыках и ойратах) в «записках» КНИИЯЛИ и других научных сборниках, а также рядом фундаментальных монографий.
В XX столетии начался активный диалог между российским, европейским и американским академическим сообществом с одной стороны, и учёными Монголии с другой. В наше время к этому диалогу часто подключается Япония.

## Список монголоведов
Бельгия
- Мостер, Антуан (1881—1971)

Венгрия
- Ураи-Кёхальми, Каталин (1926—2012)

Германия
- Хайссиг, Вальтер
- Хёниш, Эрих[нем.]

Монголия
- Шагдарын Бира (1927-2022)
- Чулууны Далай (1930—2009)
- Цэндийн Дамдинсурэн (1908—1986)
- Дандарын Ёндон
- Бямбын Ринчен (1905—1977)

Россия
- Банзаров, Доржи (ок. 1822—1855)
- Бурдуков, Алексей Васильевич (1883—1943)
- Владимирцов, Борис Яковлевич (1884—1931)
- Голстунский, Константин Фёдорович (1831—1899)
- Гомбоев, Галсан (1822—1863)
- Дугар-Нимаев, Цырен-Анчик Нимаевич (1929—1992),
- Жамцарано, Цыбен Жамцаранович (1881—1942)
- Зире, Евгений Фёдорович (1866-1930)
- Златкин, Илья Яковлевич (1898—1990)
- Иакинф (Бичурин) (1777—1853)
- Иориш, Илья Иосифович (1904)
- Ковалевский, Осип Михайлович (1800/1801—1878)
- Козин, Сергей Андреевич (1879—1956)
- Кондратьев, Сергей Александрович (1896—1970)
- Котвич, Владислав Людвигович (1872—1944)
- Неклюдов, Сергей Юрьевич (род. 1941)
- Пальмов, Николай Николаевич (1872—1934)
- Позднеев, Алексей Матвеевич (1851—1920)
- Поппе, Николай Николаевич (1897—1991)
- Сазыкин, Алексей Георгиевич (1943—2005)
- Санжеев, Гарма Данцаранович (1902—1982)
- Скрынникова, Татьяна Дмитриевна (род. 1948)
- Цыбиков, Гомбожаб Цэбекович (1873—1930)
- Шмидт, Яков Иванович (1779—1847)
- Цендина Анна Дамдиновна
- Сабиров Рустам Тагирович

США
- Латтимор, Оуэн (1900—1989)

Финляндия
- Рамстедт, Густав (1873—1950)

Франция
- Амайон, Роберта (род. 1939)
- Пеллио, Поль (1878—1945)